# Geotrogus gerardi
Geotrogus gerardi är en skalbaggsart som beskrevs av Jean Baptiste Lucien Buquet 1840. Geotrogus gerardi ingår i släktet Geotrogus och familjen Melolonthidae.

## Underarter
Arten delas in i följande underarter:
- G. g. aurasiacus
- G. g. henoni